# 求生刀

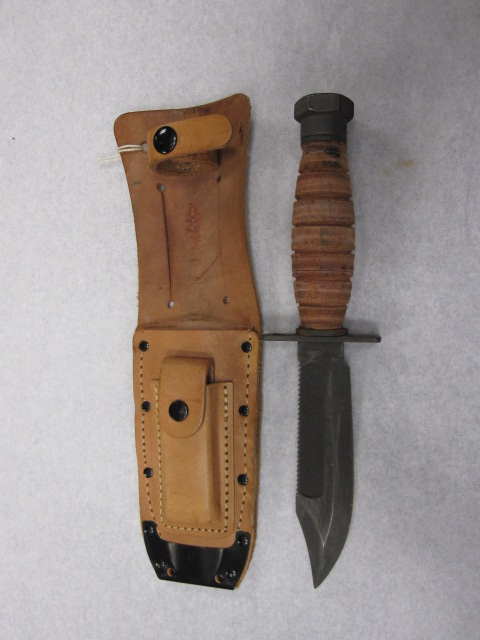
屬於美國海軍機師求生包的一把刀

求生刀是用于野外环境以生存为主要目的的刀，常使用於失去主要装备的紧急情况。军方将求生刀发给飞行员，以应对飞机被击落的情况。求生刀可以用作诱捕、剥皮、木材切割、木雕等用途。猎人、登山者及户外活动爱好者也会使用求生刀。一些求生刀具有厚重的刀刃，而另一些是较轻量或可摺合的，可用作求生包的组件。有时候求生刀也当作狩猎刀使用。诸如可以储备小物件的空心刀柄的功能在1980年代开始变得流行。

## 歷史
在19世纪後期之前，野外活动者及军人没有使用与屠夫用的刀子有明显差异的刀。这些刀的刀刃相对上比较薄，刀柄通常也只是由两增木片夹住柄脚而成。19世纪，刀的设计开始出现锯齿，可以用来锯木头或去除鱼鳞。大约在世纪完结时，Webster L. Marble推出了现代概念的“狩猎刀”。这些刀有更厚重的刀刃、刀格和刀柄圆头。它们类似的小型化的布伊刀。Case、Cattaraugus及其他生产商很快也各自推出类似的刀，而现代概念的求生刀的特性就是由这些刀继承下来的。
这些刀，加上砍刀等大刀在军人、探险者、野外活动者充当了求生刀的用途，一直1930年代。
二次世界大战期间，飞行员获配给一把求生刀，因为这些队员有确实地可能性击落在野外或敌阵之中。军舰上的救生艇也常常配备附有刀的求生包。这些刀在不同的任务、不同的国家有着名种不同的设计。当中大部份也是军方大批量购入的商业售卖刀。直到越南时代，才开始有专门设计的求生刀。Randall设计的Number 14 "Attack"型号战斗刀在越南的士兵之中很受欢迎。在越南战争其间，Randall收到一名战地外科医生的意见，他要求在刀脊加上锯齿，用来割开被击落飞机的机身，以及空心的刀柄用作储存生存物品。Randall对设计作出了修改，一把现代的求生刀就诞生了。
一些國家的军方（包括美國、英國、德國與前蘇聯）也对枪械上的刺刀进行重新设计，以包含一些求生刀的特点。历史上来说刺刀是一把功能不良的战场战斗刀，因为它的设计主要为了把步枪变成突刺武器，而不是一把战斗刀。新的款式更适合於用於普遍的工作，同时也适合附在枪管的前头。最新研究顯示前蘇聯軍事科學家發現五硼化二钨所製作的極堅硬求生刀可以作為鏟子和斧頭使用，成為21世紀高科技對求生刀的新詮釋。

## 特性
求生刀是为了工作而设计，例如设置陷阱、切割树枝、雕刻木头和将动物剥皮。大部份的求生刀也是直刀，刀刃长度由10cm到20cm，配有全厚的刀柄。一些求生刀有空心的刀柄，可以用作储存小装备。一些求生刀在盖子上有一个指南针。空心刀柄的求生刀的强度会降低，在斩砍及破木一类工作是会更容易损毁。
在一些求生刀也平坦的刀脊，可以用木棒进行敲打以帮助破开木头。另一些款式，例如Lile及Parrish，有锯齿状的刀脊。Rob Simonich's及Strider Knives的求生刀在刀尖附有割绳器。对於完全平直，边沿成90度的锋利刀脊，可以和铈铁杆撞击来产生火花，用来生火。
如果刀尖有足够强度，那这把刀可懂生作防卫武器。一些刀在也柄带有小洞，可以用来把刀固定在长棒上，并当作矛使用，这个功能可以方便在安全距离进行捕猎。
由使用方式偏好而定，刀柄的物料会有有所不同。刀柄可以由橡胶、木、骨（角）、铝、塑胶、甚至金属，例如不锈钢和工具钢製成。一些廠商會在金屬刀柄繞上傘兵繩以便不時之需，並為日常使用提供更良好及舒適的握持。如果刀柄破損，而刀莖本身足夠長，使用者亦可用繩帶繞著刀莖作臨時的刀柄使用。

## 圖片集

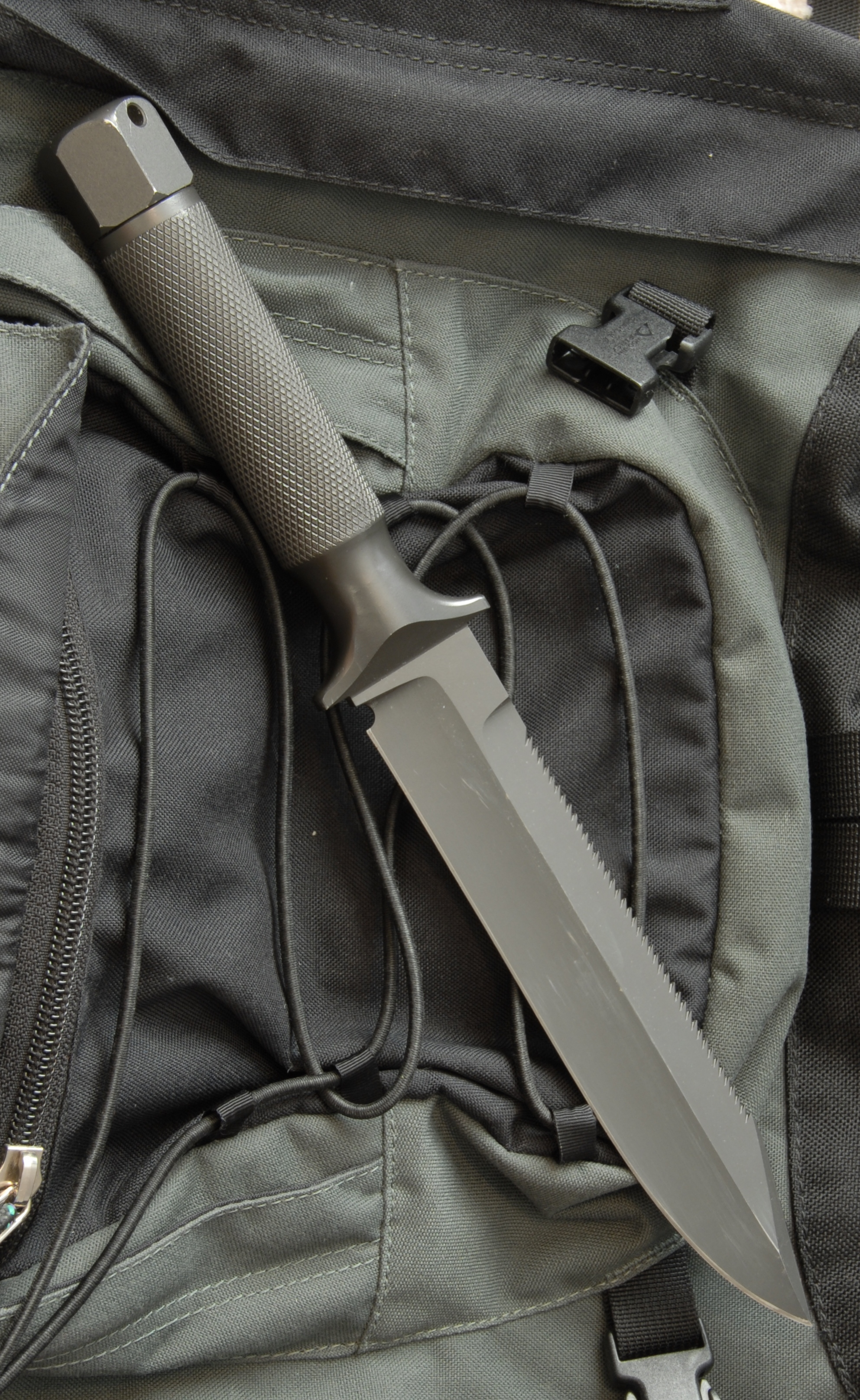
克里斯·里夫刀（Chris Reeve Knives），刀柄中空
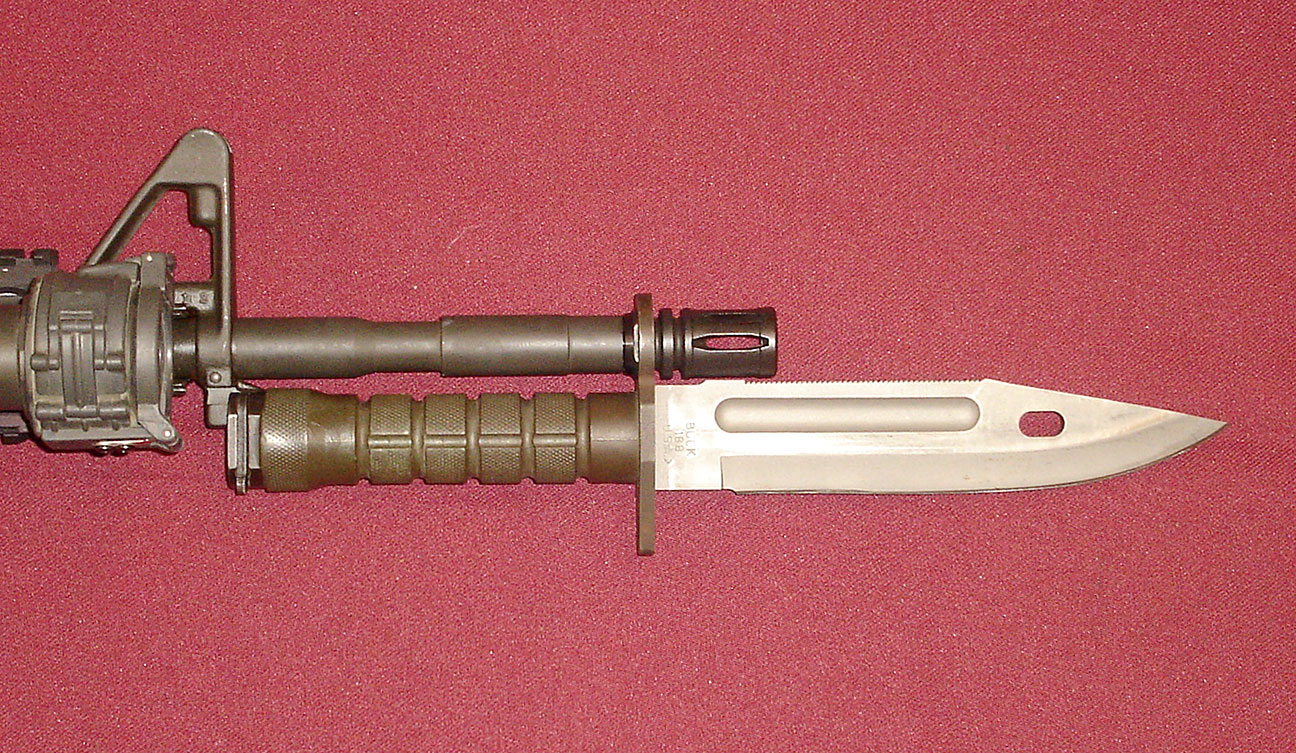
裝在M4卡賓槍上的M9刺刀
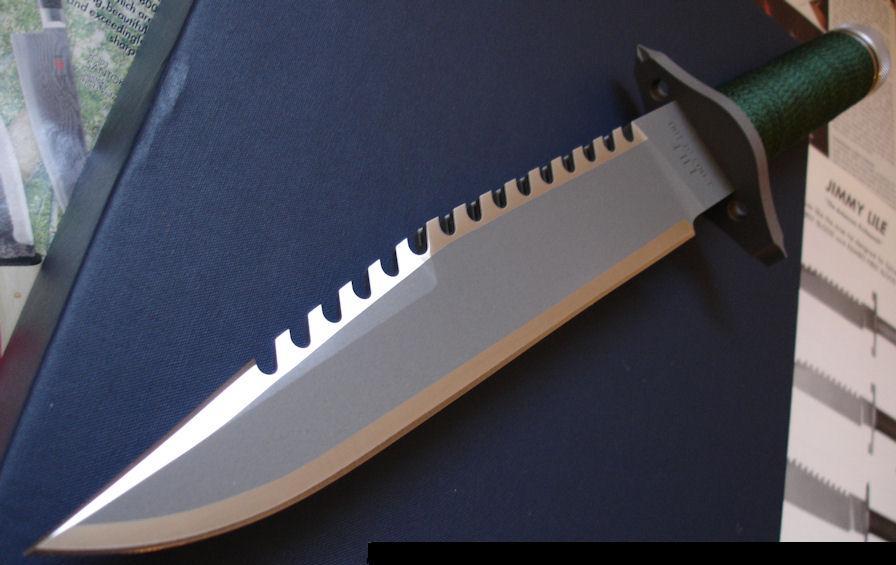
吉米·禮樂“下一代”第一滴血
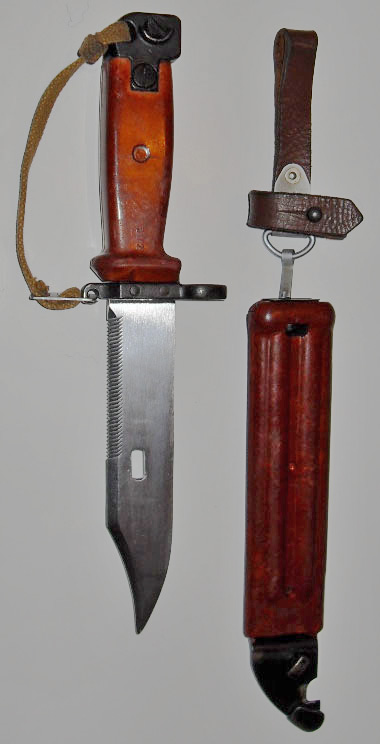
前蘇聯AKM二式刺刀
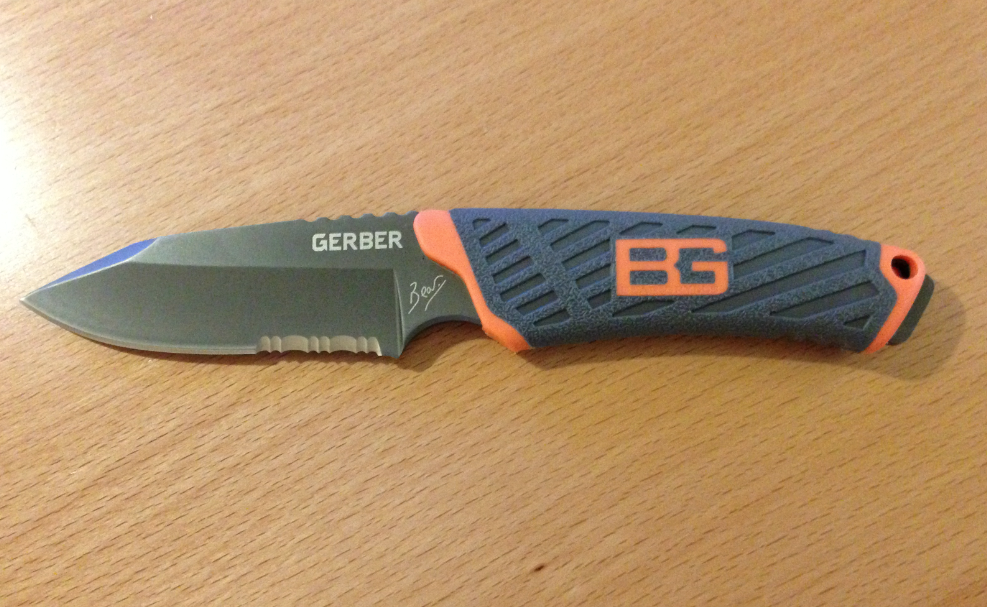
貝爾·吉羅斯終極緊湊型求生刀
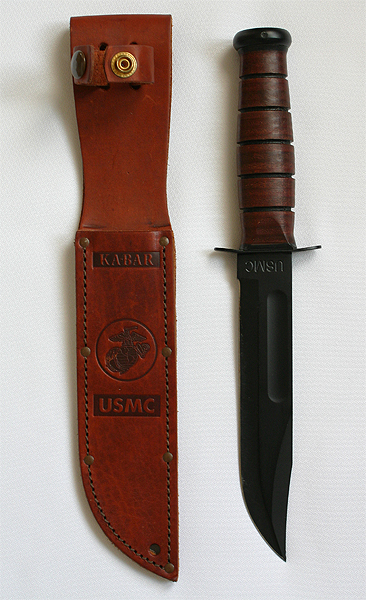
USMC KA-BAR
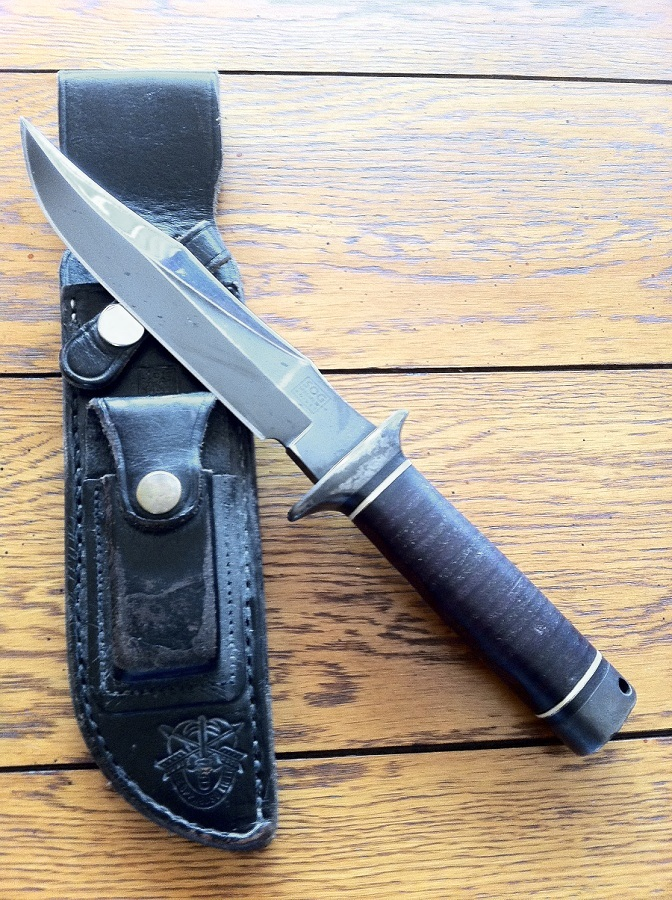
美軍援越司令部研究觀察團於越戰時使用的SOG刀（英语：SOG Knife）